# 单伞长柄报春
单伞长柄报春（学名：Primula hoii）为报春花科报春花属下的一个种。

## 扩展阅读
- 維基物種上的相關：单伞长柄报春